# Войславець (Західнопоморське воєводство)
Войславець (пол. Wojsławiec) — село в Польщі, у гміні Барвиці Щецинецького повіту Західнопоморського воєводства.
Населення — 502 особи (2011).

## Демографія
Демографічна структура станом на 31 березня 2011 року:
|          | Загалом | Допрацездатний вік | Працездатний вік | Постпрацездатний вік |
| -------- | ------- | ------------------ | ---------------- | -------------------- |
| Чоловіки | 255     | 46                 | 193              | 16                   |
| Жінки    | 247     | 48                 | 150              | 49                   |
| Разом    | 502     | 94                 | 343              | 65                   |